# Zgjoi
Zgjoi è un film drammatico kosovaro del 2021 scritto e diretto dalla regista kosovara Blerta Basholli al suo debutto alla regia.  

## Trama
Il film è basato sulla storia vera di una donna, Fahrije, che va contro le aspettative misogine della società per diventare un'imprenditrice dopo che suo marito è scomparso durante la guerra del Kosovo del 1998-1999. Inizia a vendere il suo ajvar e miele, reclutando altre donne nel processo. 
Il marito di Fahrije è scomparso dalla guerra in Kosovo e, insieme al loro dolore, la sua famiglia sta lottando finanziariamente. Per provvedere a loro, avvia una piccola attività agricola, ma nel tradizionale villaggio patriarcale in cui vive, la sua ambizione e i suoi sforzi per dare potere a se stessa e ad altre donne non sono visti come cose positive. Lotta non solo per tenere a galla la sua famiglia, ma anche contro una comunità ostile che fa il tifo per il suo fallimento.

## Riconoscimenti
È stato presentato in anteprima al Sundance Film Festival 2021  ed è diventato il primo film nella storia del Sundance a vincere tutti e tre i premi principali: il Grand Jury Prize, l'Audience Award e il Directing Award, nella World Cinema Dramatic Competition. È, inoltre, entrato, nel 2021, nella Short-list dei nove candidati per l'Oscar al miglior film straniero.